# Kompleks skoczni narciarskich w Krzemieńcu
Kompleks skoczni narciarskich w Krzemieńcu – kompleks skoczni narciarskich w miejscowości Krzemieniec na Ukrainie. Dwie największe skocznie nazwany są imieniem dwóch najbardziej znanych mieszkańców Krzemieńca - poety Juliusza Słowackiego (K55, ukr. трамплін Словацького) oraz sportowca i trenera w skokach narciarskich Mychajła Małopinskiego (K40, ukr. трамплін Малопінського). Poza nimi w skład kompleksu wchodzą też skocznie K20 i K10.

## Historia
Skocznie narciarskie w Krzemieńcu są regularnie używane podczas wielu konkursów krajowych w okresie letnim i zimowym. Od 1992 roku regularnie organizowany jest Memoriał Małopińskiego. Również skoczkowie rywalizują w turnieju pamięci Słowackiego. Obecnie do kompleksu należą skocznie o punktach konstrukcyjnych wynoszących kolejno 55, 40, 30 i 15 metrów.